# Vion Zucht- und Nutzvieh
Die Vion Zucht- und Nutzvieh GmbH ist eine deutsche Viehhandelsagentur und gehört zum niederländischen Fleischkonzern Vion. Sitz des 1969 gegründeten Unternehmens ist Bad Bramstedt, Standorte befinden sich in Dalum, Diepholz, Duben, Einbeck, Hannover und Neumünster. Es verfügt über 23 eigene Transporter, die restlichen Fahrten werden an Speditionen vergeben. Im Jahr 2016 wurden 2 Millionen Schweine und 206.000 Rinder gehandelt. Mit 110 Mitarbeitern wurde ein Umsatz von 355 Millionen Euro erwirtschaftet.
Die Vion Zucht- und Nutzvieh GmbH ist mittels des 1980 gegründeten Gemeinschaftsunternehmens Hybridschweine-Cooperationsgesellschaft mbH (Hy-Co) mit Sitz in Bad Bramstedt seit 1982 Hauptvertriebspartner des Schweinegenetikunternehmens  PIC Deutschland.